# Северушка
Северу́шка — река в Полевском городском округе Свердловской области России, левый приток Чусовой. Впадает в Чусовую в 529 км от её устья. Длина водотока составляет 25 км, водосборная площадь — 254 км².
Упоминается в сказе Павла Бажова «Медной горы Хозяйка.»
Основные реки-притоки: Гремиха, Полевая и Зюзелка — все в настоящее время впадают в Северский пруд.
На Северушке расположено несколько прудов, крупнейший — Северский пруд (2,4 км²), построенный для обеспечения работы Северского железоделательного завода. Плотину в посёлке Северском (ныне в составе города Полевского) построили в 1738 году при впадении реки Полевой в Северушку. Восточный берег плотины на 1,5 километра укреплён насыпной дамбой. Пруд протянулся на 8 километров, его ширина достигает 500 метров, в месте впадения Полевой прежнее русло её образовало большой рукав в южной части пруда.

## Данные государственного водного реестра
По данным государственного водного реестра России, Северушка относится к Камскому бассейновому округу, водохозяйственный участок — Чусовая от истока до г. Ревды без реки Ревды (от истока до Новомариинского г/у), речной подбассейн — Кама до Куйбышевского водохранилища (без бассейнов рек Белой и Вятки, речной бассейн — Кама.
Код объекта в государственном водном реестре — 10010100512111100010097.

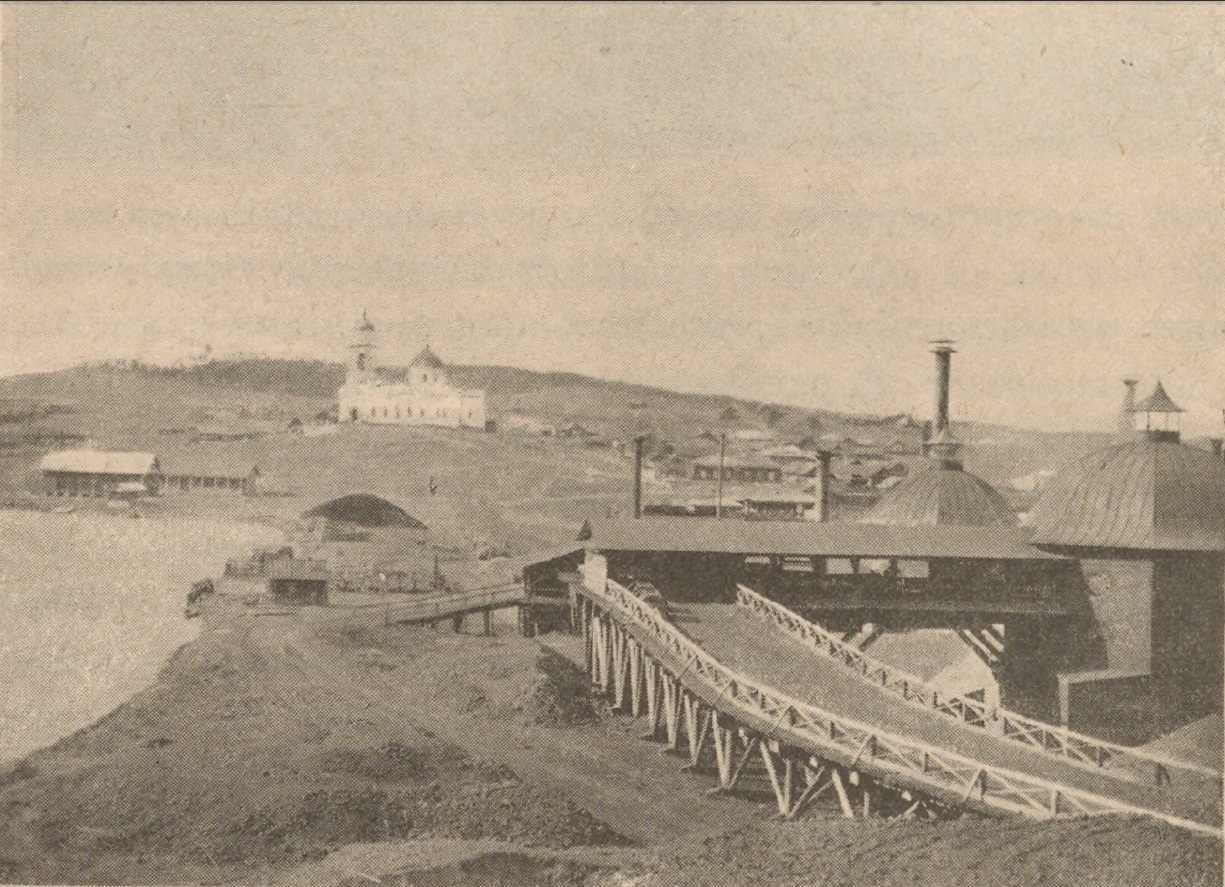
Вид на плотину (1886)
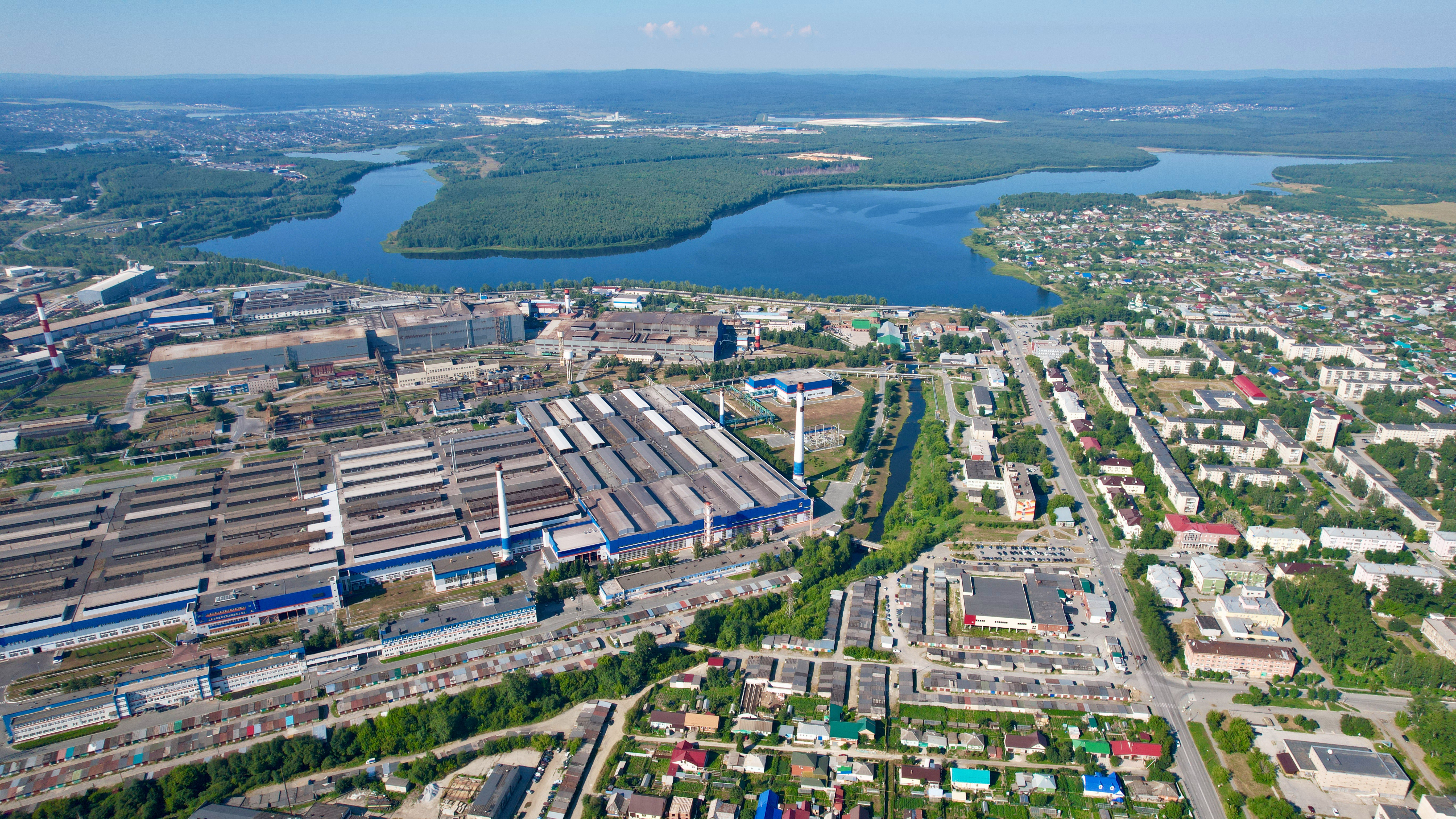
Вид на СТЗ и пруд
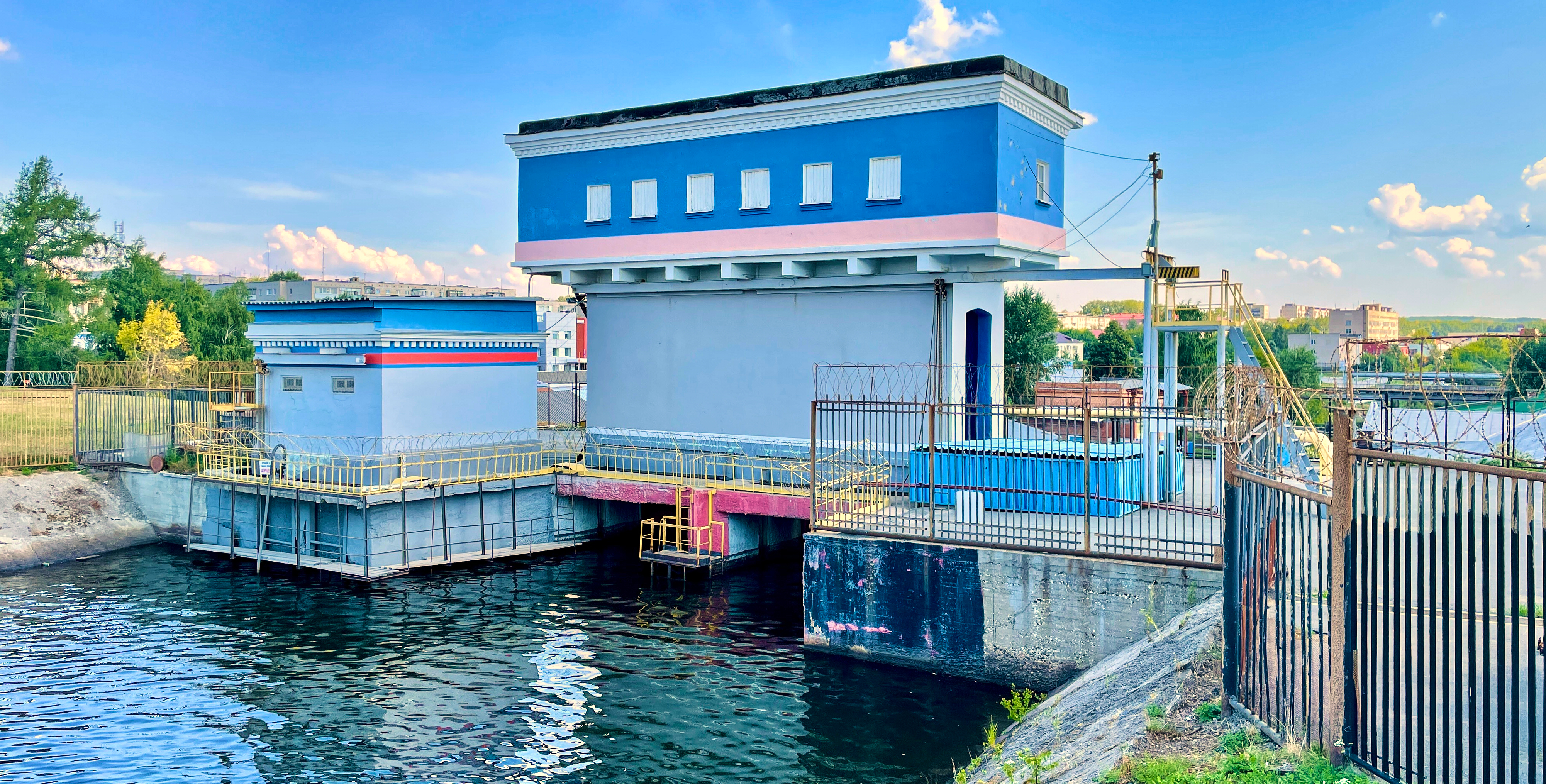
Плотина
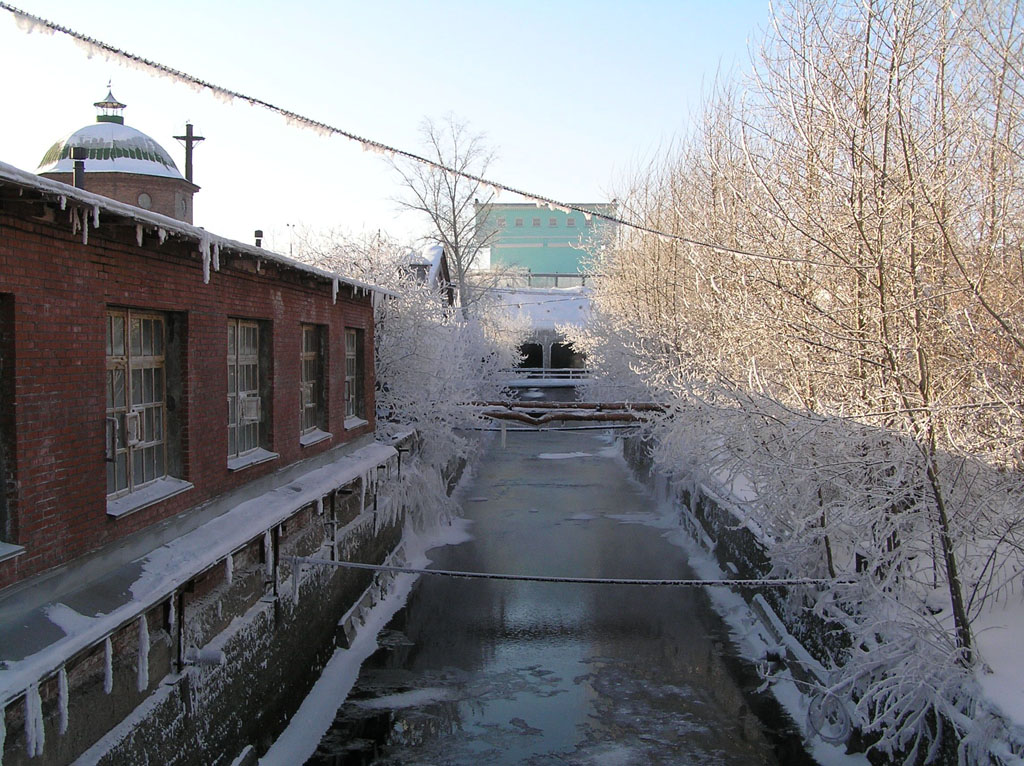
Плотина
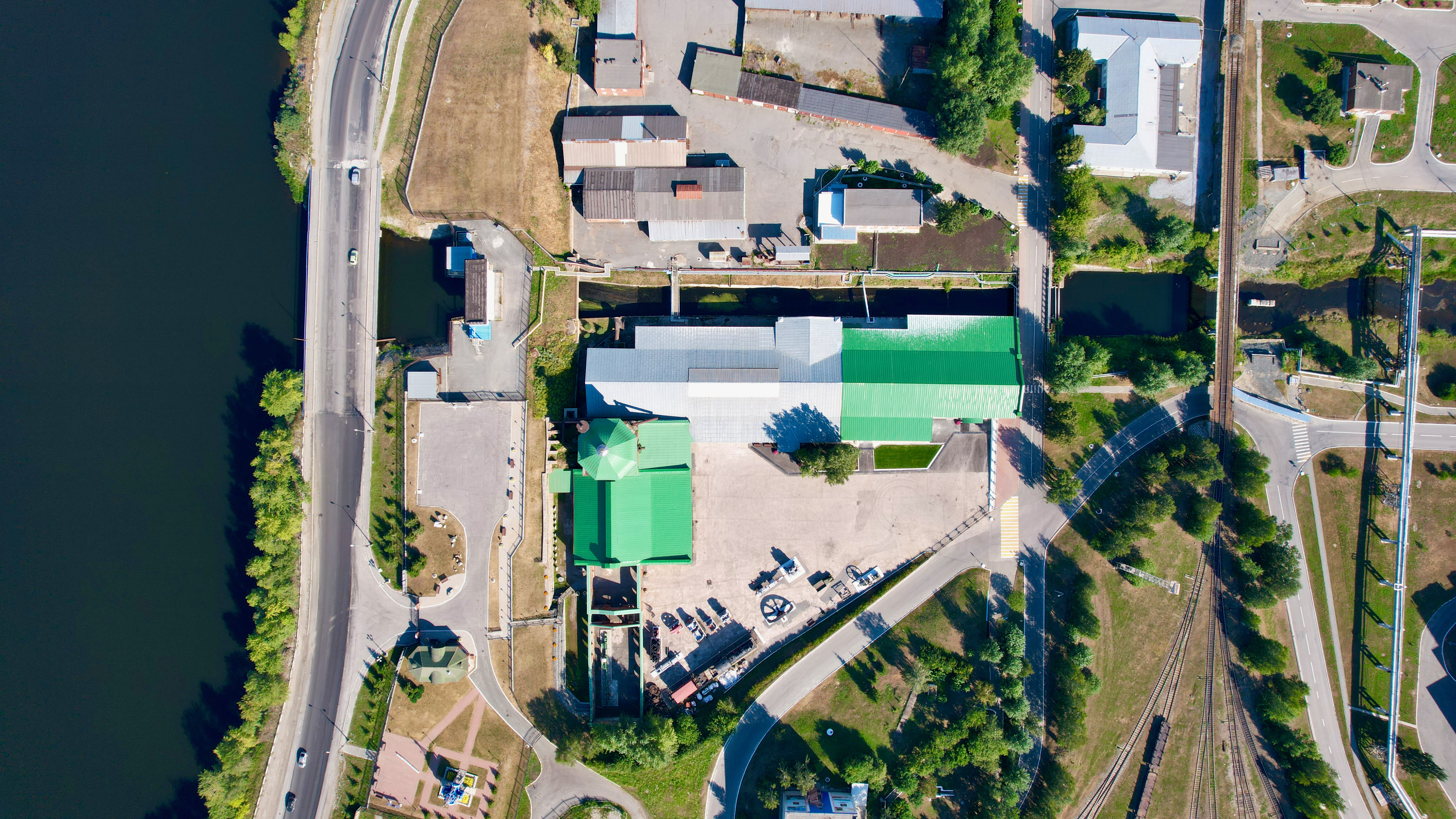
Плотина с высоты
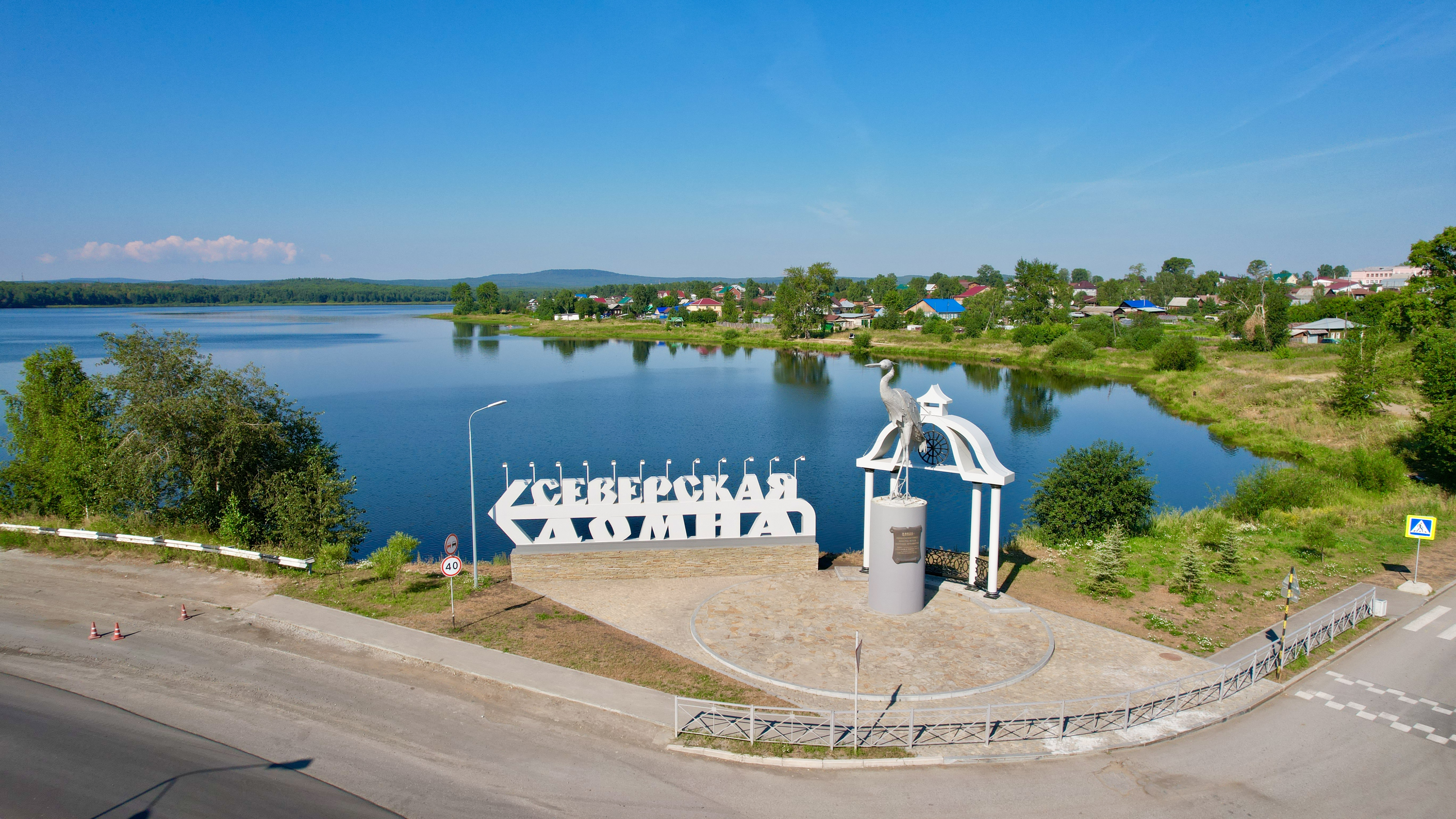
Стела музейного комплекса на плотине